# 인천청라초등학교
인천청라초등학교는 대한민국 인천광역시 서구 청라동 청라국제도시 내에 위치한 초등학교이다.

## 학교 연혁
- 2009년   7월 10일 학교건물 건축 승인
- 2009년   8월 17일 인천청라초등학교 공사 착공
- 2010년   8월 11일 인천청라초등학교 준공
- 2010년   9월   1일 초대 위선환 교장선생님 취임 6학급 편성(병설유치원 1학급)
- 2010년   9월   1일 개교
- 2010년 10월   1일 5학급 증설(11학급 편성)
- 2011년   2월 16일 제1회 졸업식 (졸업생 45명)
- 2011년   3월   1일 24학급 편성 (병설유치원3학급)
- 2012년   2월 10일 제2회 졸업식(졸업생 150명)
- 2012년   3월   1일 42학급 편성(특수학급1학급, 병설유치원 3학급)
- 2013년   2월 15일 제3회 졸업식(졸업생 229명)
- 2013년   3월   1일 48학급 편성(특수학급1학급, 병설유치원 4학급)
- 2014년   2월 14일 제4회 졸업식(졸업생 247명)
- 2014년   3월   1일 54학급 편성(특수학급1학급, 병설유치원 4학급)
- 2014년   3월   1일 인천광역시교육청지정 디지털교과서 연구학교(2/2)
- 2014년 10월 29일 인천광역시교육청지정 디지털교과서 연구학교 종결보고회
- 2015년   2월 13일 제5회 졸업식(졸업생 202명)
- 2015년   3월   1일 58학급 편성(특수학급1학급, 병설유치원 4학급)

## 참고 자료
- 인천청라초등학교 - 한국교육학술정보원 학교알리미